# Roba Estesa

Roba Estesa es un octeto musical femenino que nació en 2013 -inicialmente en 2011 con el nombre Ai, Carai!- en Campo de Tarragona formado por Alba Magriñá (batería y percusiones), Anna Sardà (bajo, violonchelo y voz), Clara Colom (acordeón diatónico y voz), Claudia García-Albea (violín y voz), Gemma Polo (voz), Laia Casanellas (guitarra española), Helena Bantulà (guitarra eléctrica) y Sandra Brake (intérprete en lengua de signos catalana). Cantan en catalán y fusionan las músicas urbanas y festivas con la instrumentación y melodías folk. En 2015 fueron ganadoras del primer premio "Sonidos del Mediterráneo".

## Trayectoria
El grupo Roba Estesa (Ropa Tendida) nació en 2013 como reformulación del proyecto Ai, Carai! nacido en 2011 en las comarcas del Campo de Tarragona.
Algunas de sus componentes como Anna Sardà, (bajo y violonchelo) llegan a la formación desde la música clásica y su primera formación Ai, Carai! era de folk tradicional. Crearon los primeros temas con guitarra y voces y más tarde se sumaron al grupo el bajo y la viola. Clara Colom proviene de la música tradicional catalana del Pirineo, Neus Pagès, de la música celta y el flamenco.
Han bautizado su música como "folk calentito" y apuestan por la fusión  de folk, rumba, cumbia y canciones popular y de autoría. Consideran que "lo tradicional y popular" se sitúa en un cambio y transformación constante, por ello reinterpretan -dicen- canciones y modifican los ritmos y melodías.
Sus referentes son grupos de folk como Jaume Arnella, La Carrau o Ebri Knight. Denuncian la falta de visibilización de las mujeres en la música que hace que no puedan dar nombres femeninos también como referentes.
En 2014 se autoeditaron una maqueta. 
En 2015 ganaron el primer premio del Concurso Sonidos del Mediterráneo organizado por el Grupo Enderrock, que les permitió financiar parte de su primer disco publicado en 2016.
En Descalces (Descalzas), (Coopula Records, 2016) pueden encontrarse mensajes con el binomio mujer y lucha cobrando especial protagonismo, con rechazo explícito en sus conciertos a la violencia machista (A la muntanya) y la reivindicación (La reina mora) de la tradición y la memoria. Mujer, lucha y tradición con una lectura propia desde la defensa de la autonomía de las mujeres y sus derechos.
El 2 de febrero de 2019, fue anunciado que Neus Pagès no iba a continuar con el grupo. Después de la salida de Pagès, Laia Casanellas se unió al grupo.

## Premios
- 2015 Primer Premio del Concurso Sonidos del Mediterráneo organizado por el Grupo Enderrock.[2]

## Álbumes
- "La maqueta" (2014)
- "Descalces" (Descalzas),  (Coopula Records, 2016)
  - A la muntanya.
  - Sóc d'un poble
  - Viu
  - Dona del carrer
  - Una altra ronda
  - La reina mora
  - Bruixes
  - Les criades
  - Podries
  - Cant de batre
  - La pagesa
- "Desglaç", (2018)
  - Diuen - Introducció
  - La nit és nostra (feat. Mafalda)
  - Governar-nos
  - L'alegria (feat. La Carrau)
  - Lluna
  - Cant de lluita
  - La presó de Lleida (feat. Germà Negre, El Diluvi, Mireia Vives & Borja Penalba, Alidé Sans, Ebri Knight)
  - Sense por
  - Dona bonica
  - Esglai
  - Orgull
  - Diuen
- "Dolors" (Dolores), (2020)
  - Ocells
  - Memòria (feat. Tribade)
  - Cendres i plaers
  - La gent